# 이선미 (역도 선수)
이선미(2000년 8월 1일~)는 대한민국의 역도 선수이다.

## 학력
- 평산초등학교 졸업
- 경북체육중학교 졸업
- 경북체육고등학교 졸업

## 경력
- 2019년 2월 ~ 대한민국 역도 국가대표
- 2021년 ~ 제32회 도쿄 올림픽 여자 역도 국가대표